# Cacciatorpediniere missilistici degli Stati Uniti d'America
Gli USA hanno presto installato missili su unità navali, con i primi progetti già studiati dai tempi della seconda guerra mondiale, ma le realizzazioni per unità di media grandezza sono avvenute solo negli anni sessanta, con i cacciatorpediniere armati con missili Tartar SAM e ASROC. In seguito le navi si sono evolute, e attualmente i Burke sono le imbarcazioni militari combattenti di maggiore importanza, con i loro sistemi AEGIS, della flotta USA.

## Classe Gearing

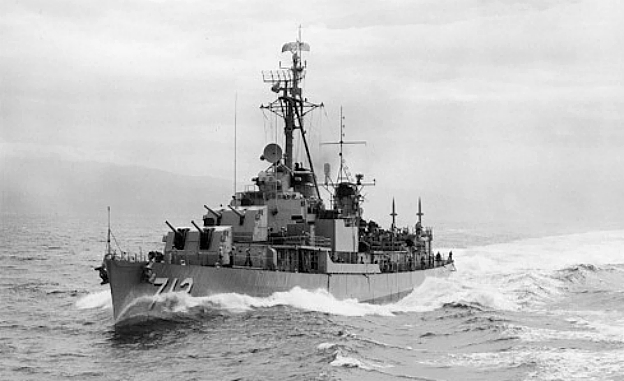
USS Gyatt (DDG-1)

I cacciatorpediniere erano derivati dalla classe Allen M. Sumner rispetto ai quali avevano uno scafo più lungo di 4,27 m e una funzione decisamente di nave antiaerea. Varie unità inizialmente costruite come Sumner vennero completate in fase di costruzione come Gearing, mentre con la fine della seconda guerra mondiale la costruzione di alcune unità che era stata già avviata venne sospesa mentre per altre la costruzione venne annullata prima di essere avviata. Durante la fase di costruzione due Gearing vennero trasformati invece in navi esperienze e sul cacciatorpediniere USS Gyatt (DD-712) tra la fine del 1955 e il 1957 venne installato il sistema Terrier facendone così il primo cacciatorpediniere lanciamissili al mondo. L'unità ebbe assegnata la matricola DDG-1. Successivamente nel 1963 i missili vennero rimossi e la nave riprese la vecchia matricola DD-712 ma continuò a essere utilizzata come nave esperienze per sistemi d'arma.
- USS Gyatt (DD-712/DDG-1)

## Classe Charles F. Adams

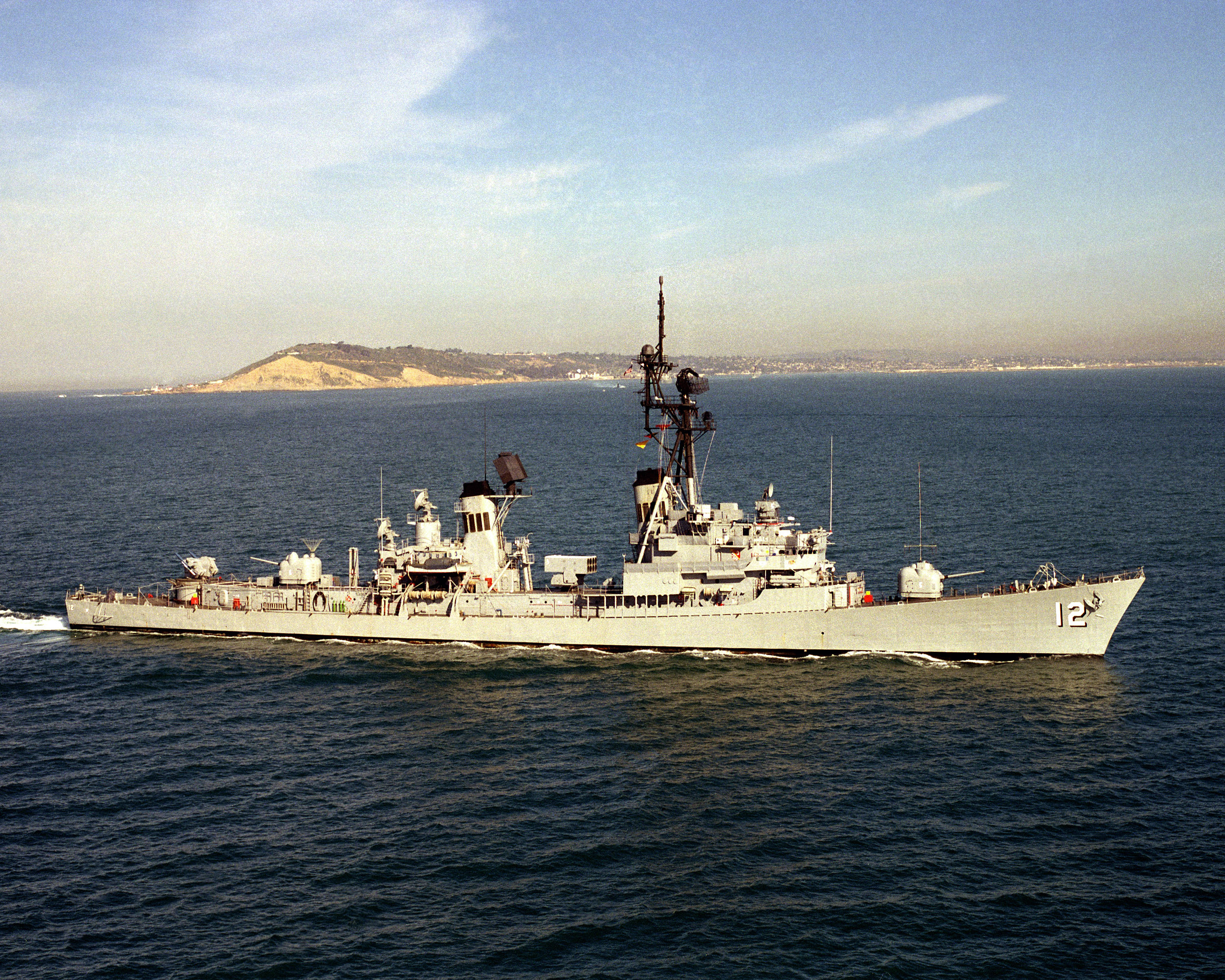
Anche se non risulta agevolmente dalla foto, la rampa Tartar è a poppa estrema

I 23 bastimenti classe Charles F. Adams sono state tra le migliori navi della categoria fino agli anni 1980. Essi nacquero come navi contraerei con missili Tartar negli anni 1960, ma armati anche con cannoni e missili ASROC. Alcuni sono stati esportati.
1. USS Charles F. Adams (DDG-2)
2. USS John King (DDG-3)
3. USS Lawrence (DDG-4)
4. USS Claude V. Ricketts (DDG-5)
5. USS Barney (DDG-6)
6. USS Henry B. Wilson (DDG-7)
7. USS Lynde McCormick (DDG-8)
8. USS Towers (DDG-9)
9. USS Sampson (DDG-10)
10. USS Sellers (DDG-11)
11. USS Robison (DDG-12)
12. USS Hoel (DDG-13)
13. USS Buchanan (DDG-14)
14. USS Berkeley (DDG-15)
15. USS Joseph Strauss (DDG-16)
16. USS Conyngham (DDG-17)
17. USS Semmes (DDG-18)
18. USS Tattnall (DDG-19)
19. USS Goldsborough (DDG-20)
20. USS Cochrane (DDG-21)
21. USS Benjamin Stoddert (DDG-22)
22. USS Richard E. Byrd (DDG-23)
23. USS Waddell (DDG-24)

## Classe Forrest Sherman

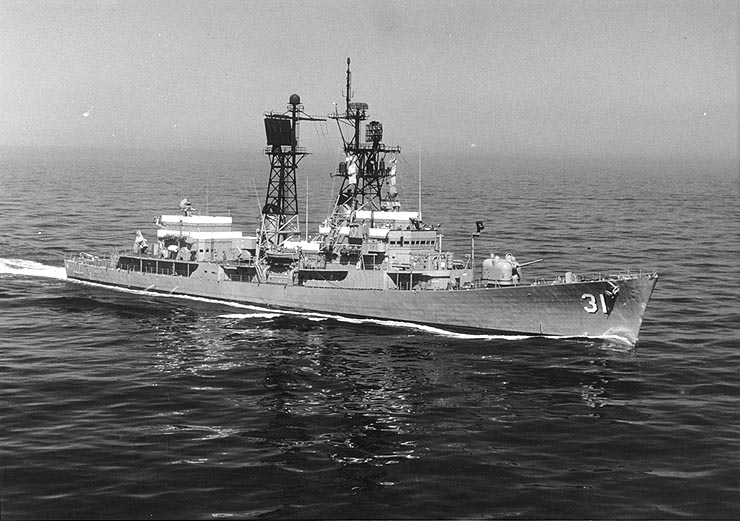
Decatur DDG-31

Tra i primi tipi di cacciatorpediniere americani, una delle prime missilistiche è stata la Classe Forrest Sherman, navi di media sofisticazione, con ASROC e cannoni da 127 mm.
1. Decatur DD-936/DDG-31
2. John Paul Jones DD-932/DDG-32
3. Parsons DD-949/DDG-33
4. Somers DD-947/DDG-34

## Classe Mitscher

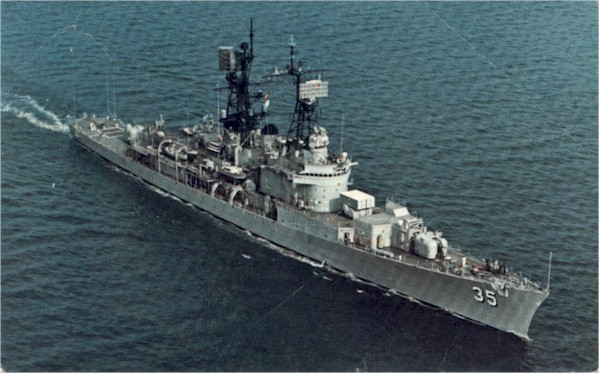
USS Mitscher DDG-35

1. USS Mitscher (DL-2/DDG-35)
2. USS John S. McCain (DL-3/DDG-36)

## Classe Farragut

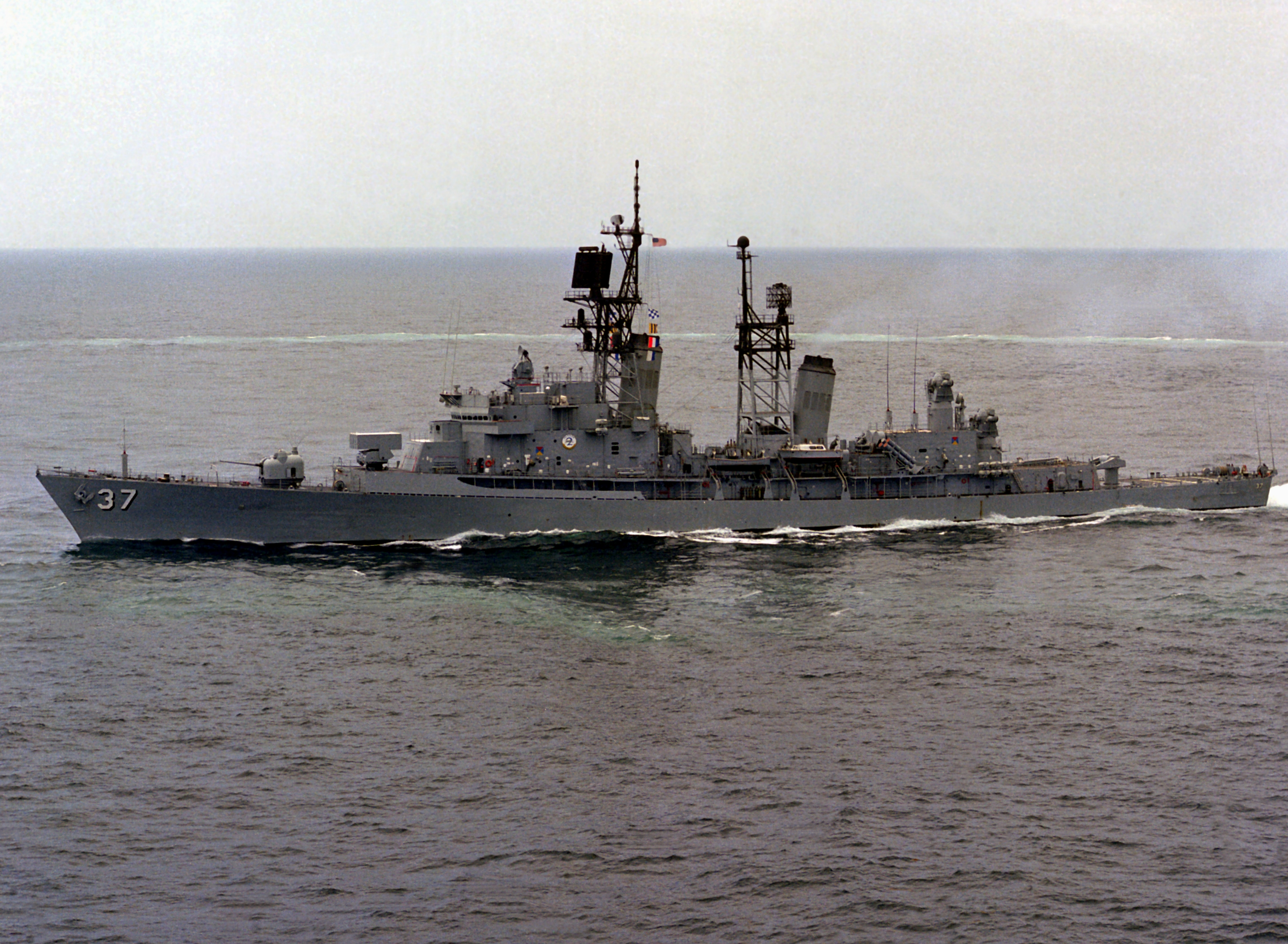
USS Farragut DDG-37

1. USS Farragut (DDG-37)
2. USS Luce (DDG-38)
3. USS Macdonough (DDG-39)
4. USS Coontz (DDG-40)
5. USS King (DDG-41)
6. USS Mahan (DDG-42)
7. USS Dahlgren (DDG-43)
8. USS William V. Pratt (DDG-44)
9. USS Dewey (DDG-45)
10. USS Preble (DDG-46)

## Classe Spruance

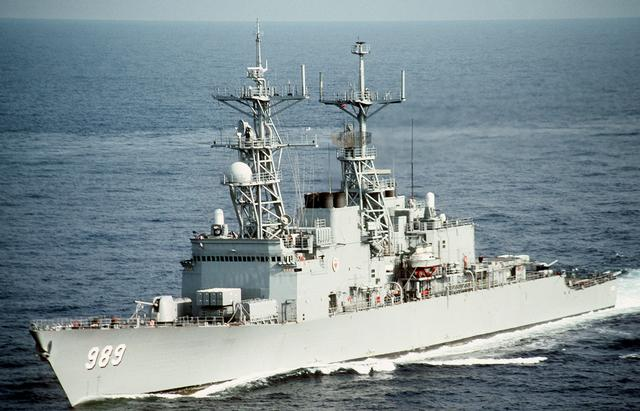
I caccia classe Spruance hanno un aspetto imponente, grazie anche alle alberature, che gli danno un aspetto inconfondibile, da molti definito 'stile vittoriano'

I 31 Spruance sono cacciatorpediniere di grande dislocamento, tra le navi dell'US Navy di maggiore successo. Essi erano in origine sottoarmati, ma lo scafo molto capace ha dato modo di farli adeguatamente 'crescere' con armi e sensori migliori, fino ad arrivare ai tipi derivati classe Kidd e Ticonderoga.

## Classe Kidd

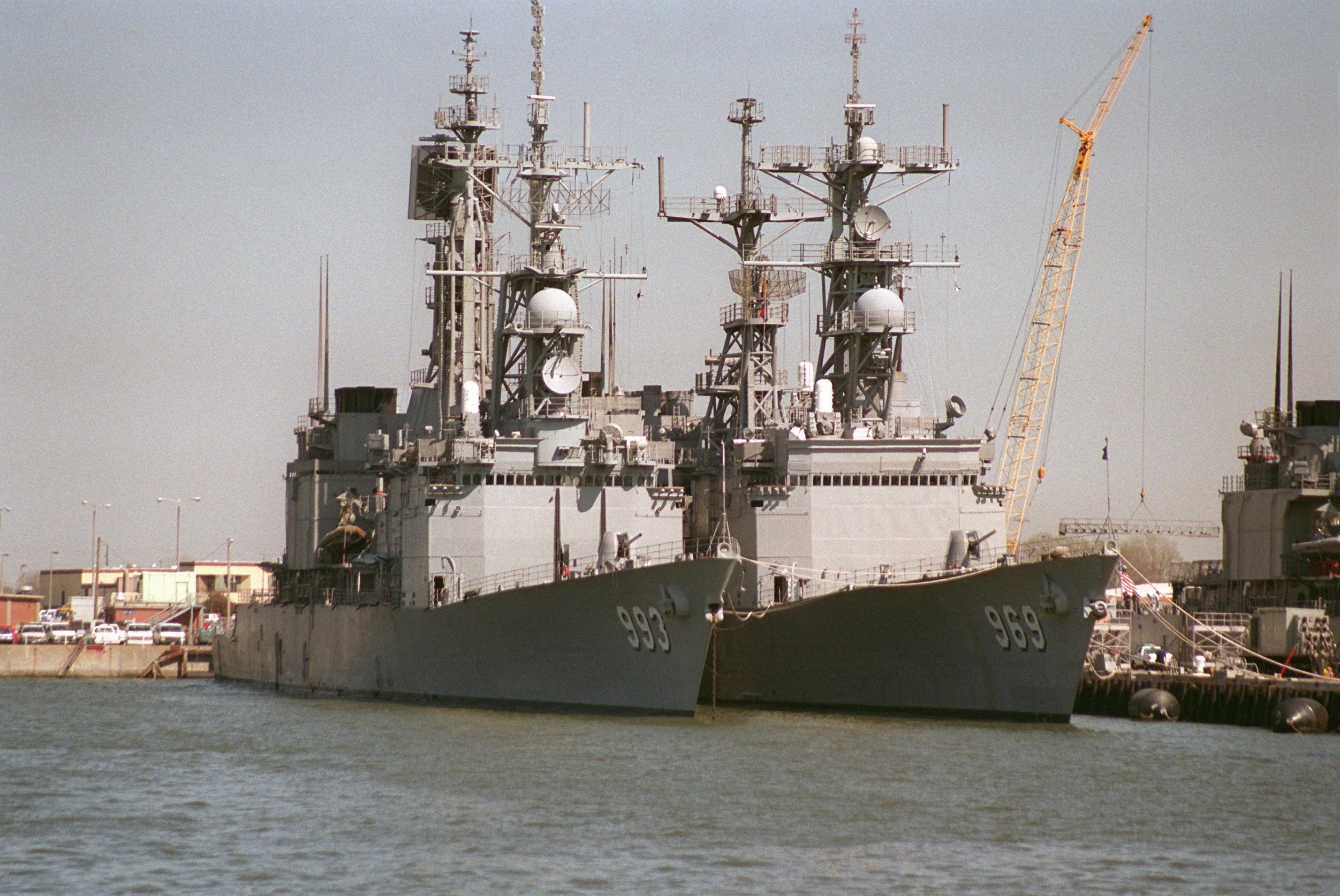
Uno Spruance e un Kidd assieme danno l'occasione di notare le differenze tra i due tipi, come i radar e la rampa binata Mk 26 prodiera

La classe Kidd, nota informalmente anche come Classe Hayatollah, è derivata dal progetto degli Spruance, cercando di estrapolarne una versione contraerea, armata sostanzialmente come i Virginia, incrociatori a propulsione nucleare. La caduta dello Scià fece sì che di 6 navi in ordine ne venissero realizzate solo 4, entrate in servizio negli anni 1980 con la US Navy e attualmente cedute a Taiwan.
1. Kidd (DDG-993)
2. Callaghan (DDG-994)
3. Scott (DDG-995)
4. Chandler (DDG-996)

## Classe Ticonderoga

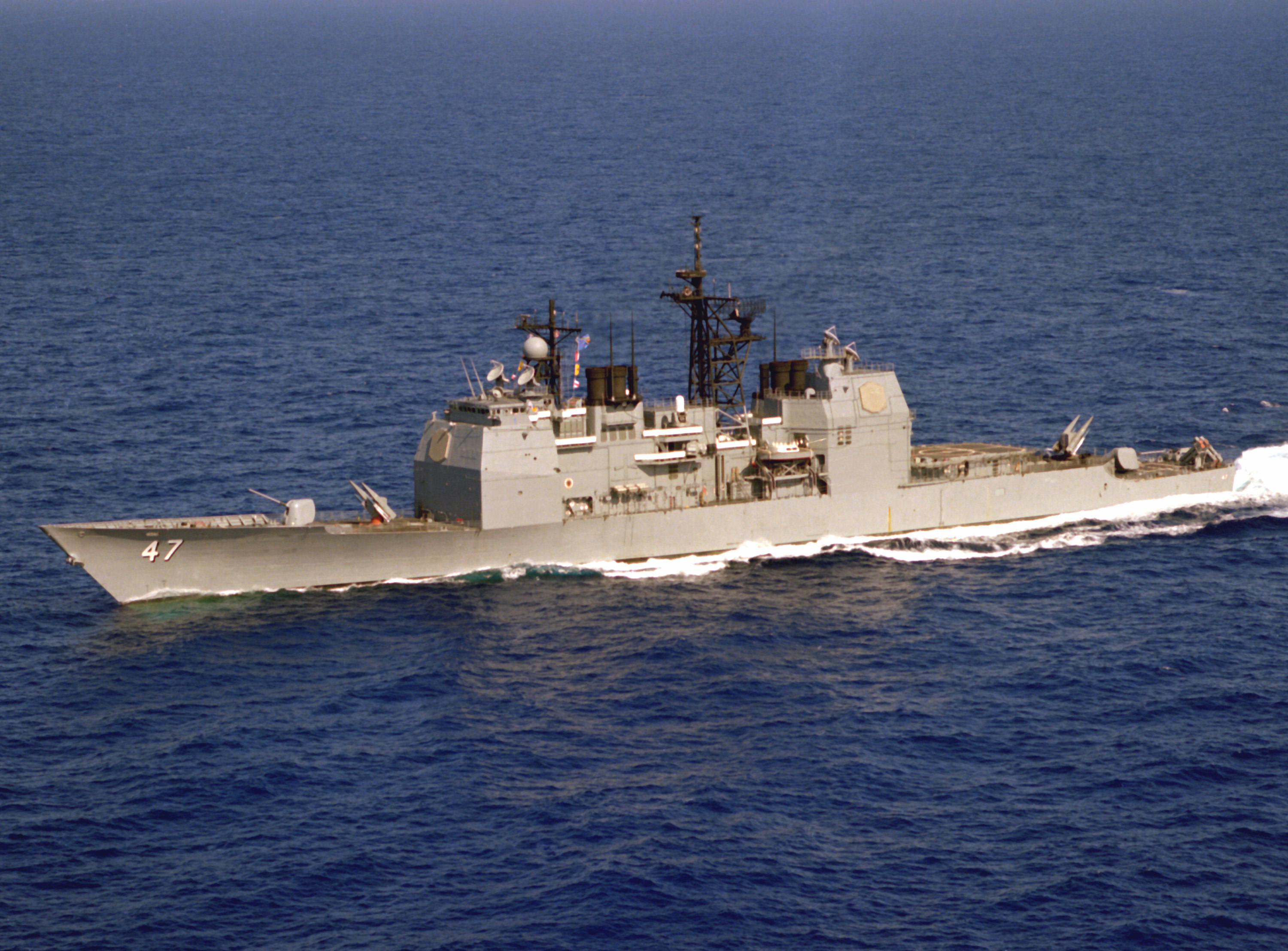
USS Ticonderoga CG-47

1. USS Ticonderoga (DDG-47/CG-47)
2. USS Yorktown (DDG-48/CG-48)
3. USS Vincennes (DDG-49/CG-49)
4. USS Valley Forge (DDG-50/CG-50)

## Classe Arleigh Burke

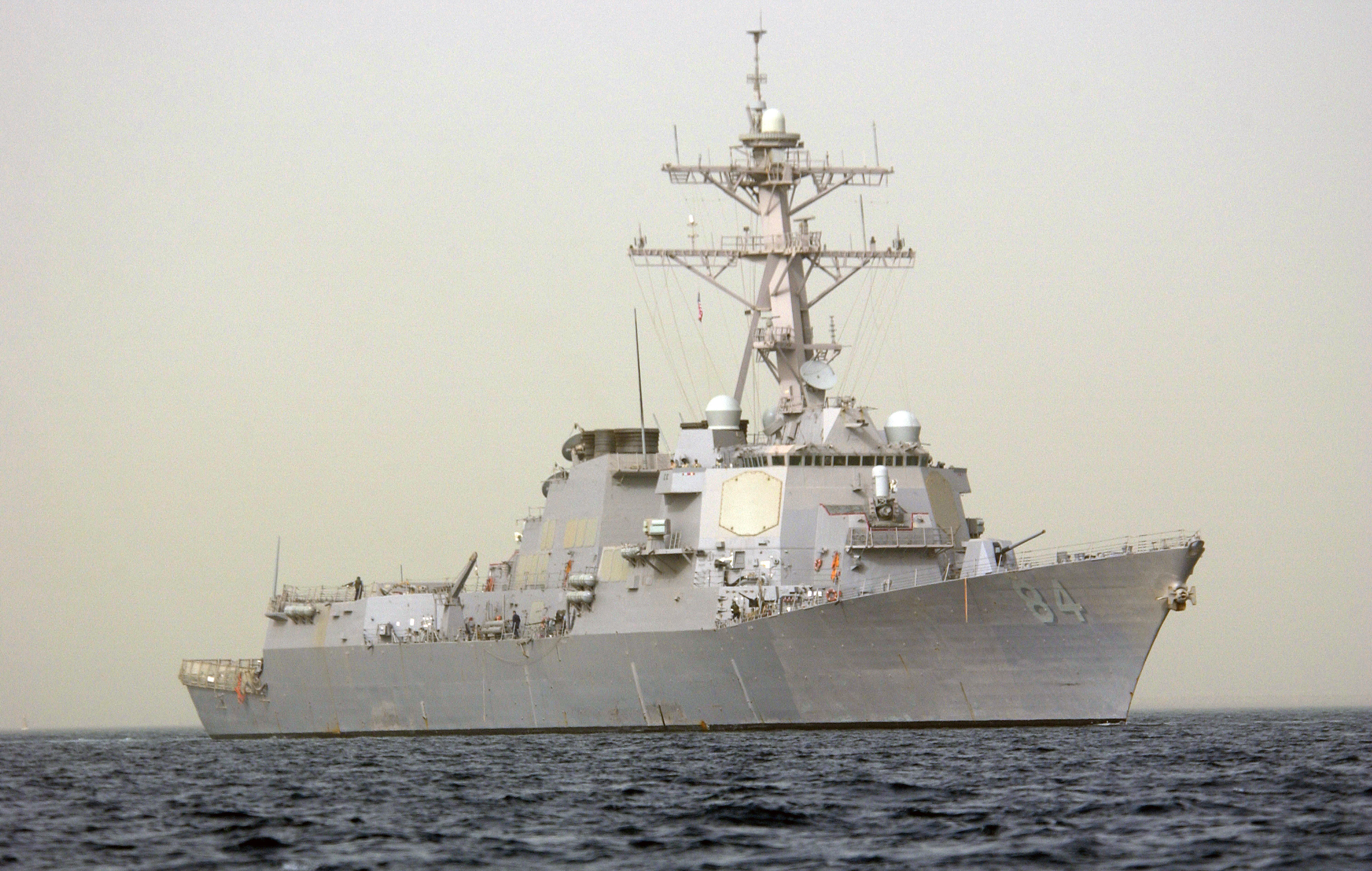
Un'aggressiva e ben definita immagine di un 'Burke' Flight IIA

La nuova generazione è rappresentata dalla Classe Arleigh Burke, navi di prima linea americane standard, realizzate dai primi anni 1990 in oltre 50 esemplari. Essi hanno il sofisticato sistema radar AEGIS e moderne formule costruttive, ma in origine non avevano hangar per elicotteri, carenza rimediata poi con le navi del Flight IIA.
- dal (DDG-51) al (DDG-112)

## Classe Zumwalt

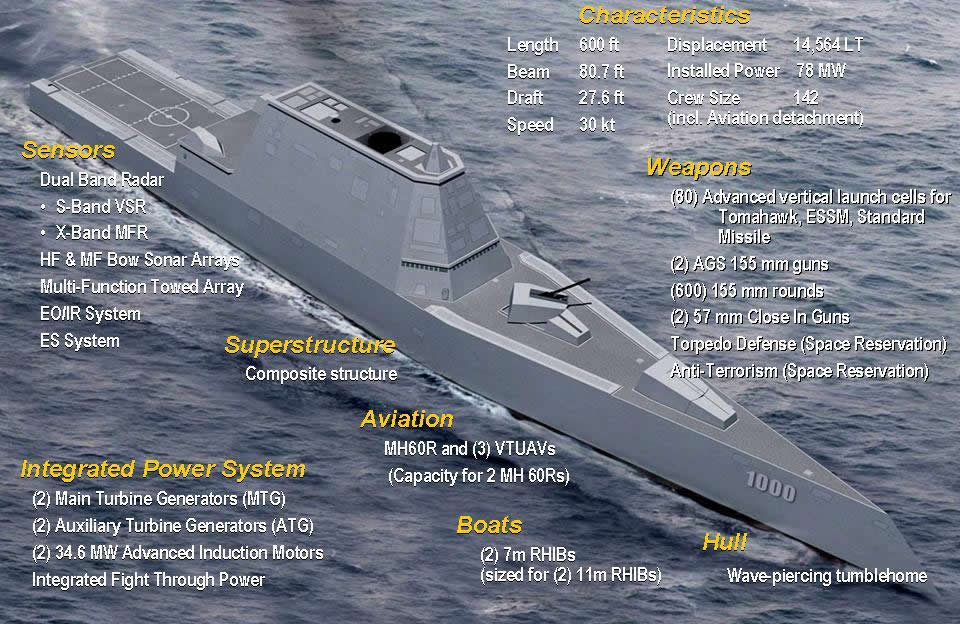
Schema della Zumwalt

I cacciatorpediniere Zumwalt sono di nuova concezione che quando saranno realizzati risulteranno ancora più moderni dei Burke. Navi affatto innovative, hanno attirato molte critiche e sollevato discussioni sulla realizzazione e sui costi, stimati al rialzo rispetto ai programmi originari, tanto che il programma è in forte ritardo sul previsto. Il progetto contempla uno scafo di concezione stealth molto spinta, elettronica d'avanguardia, due lanciatori verticali multiarma per complessivi 256 missili, due cannoni automatici da 155 mm e due sistemi CIWS da 57 mm per la difesa di punto. Il progetto prevede anche l'installazione di cannoni a induzione (railgun) quando questa tecnologia sarà matura.